# Telciu
Telciu est une commune roumaine du județ de Bistrița-Năsăud.
Sur le territoire de cette commune se trouve la Peștera Izvorul Tăușoarelor (ro), la plus grande cavité souterraine naturelle des monts Rodna.

## Politique
| Parti | Parti                                                 | Sièges |
| ----- | ----------------------------------------------------- | ------ |
|       | Alliance des libéraux et démocrates (ALDE)            | 5      |
|       | Parti national libéral (PNL)                          | 4      |
|       | Union nationale pour le progrès de la Roumanie (UNPR) | 2      |
|       | Parti social-démocrate (PSD)                          | 2      |
|       | Parti de la Grande Roumanie (PRM)                     | 2      |